# Noirterre
Noirterre is een plaats en voormalige gemeente in het Franse departement Deux-Sèvres in de regio Nieuw-Aquitanië. In 2020 telde Noirterre ongeveer 1.000 inwoners.

## Geschiedenis
De plaats ligt ten noordoosten van Bressuire en hing af van de heren van deze stad. In de 19e en 20e eeuw waren er verschillende fabrieken in Noirterre waar bakstenen en dakpannen werden geproduceerd.
Op 1 januari 1973 fuseerde Noirterre met de gemeente Bressuire in een fusion-association. Dit hield in dat Noirterre als commune associée nog enige mate van zelfstandigheid behield. Op 28 maart 2013 werd de status aangepast naar commune déléguée van de gemeente Bressuire, die daarmee de status van commune nouvelle kreeg.

## Bezienswaardigheden
In Noirterre ligt het Hôtel de Noirterre, een kasteel dat teruggaat tot de 15e eeuw.

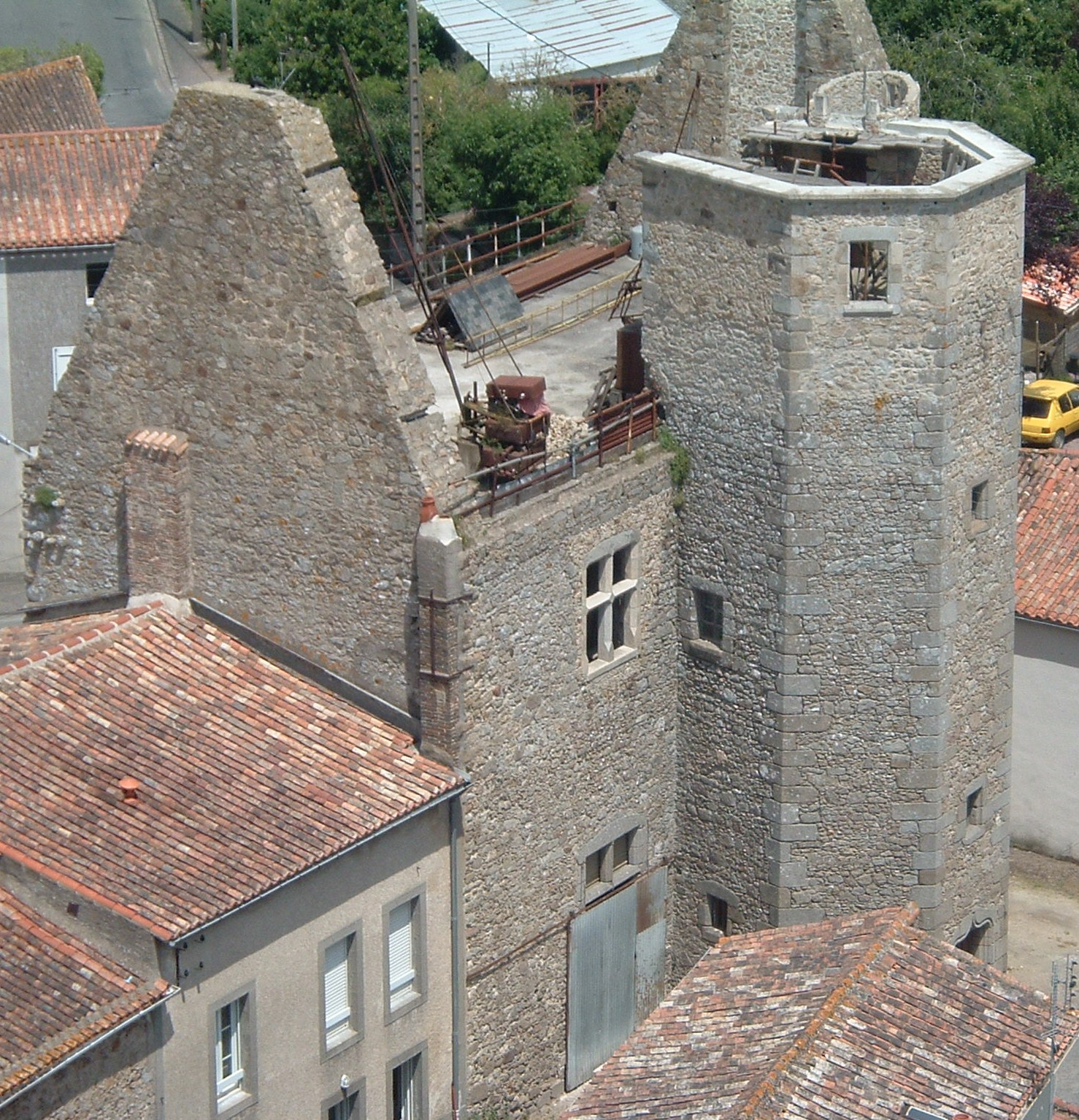
Hôtel de Noirterre
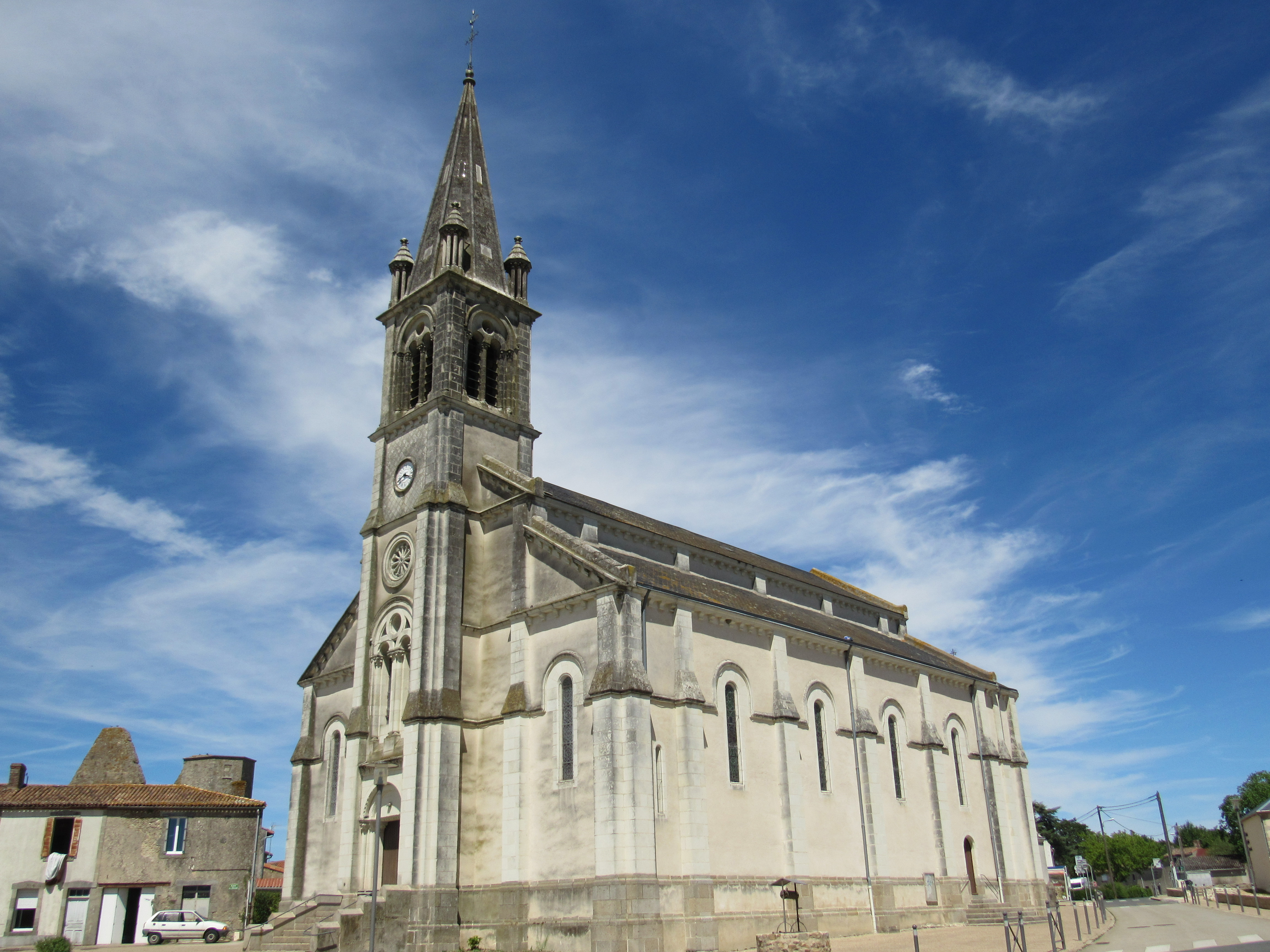
Notre-Damekerk
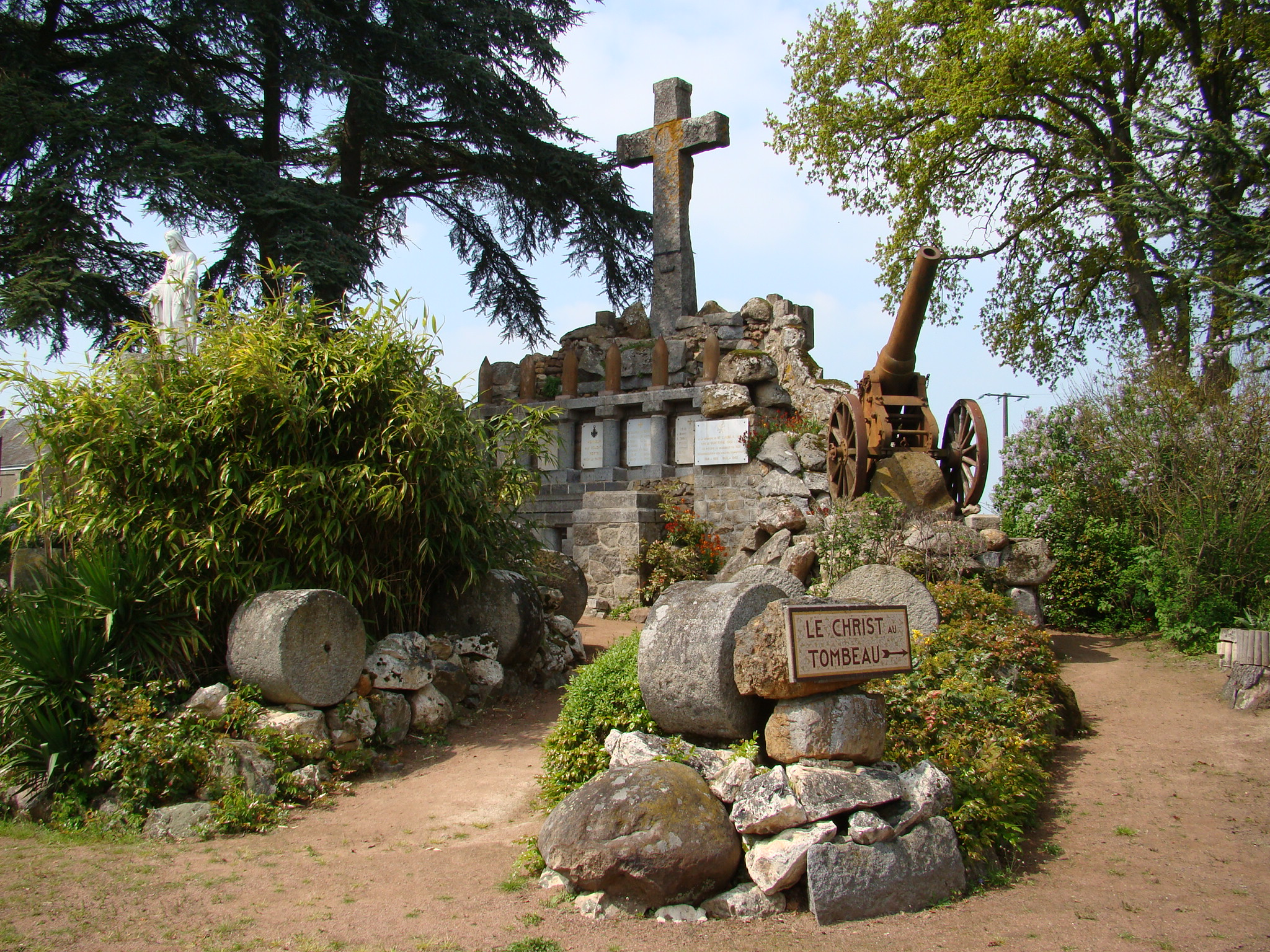
Monument voor de gesneuvelden, bestaande uit een kruis, twee kanonnen en zes obussen

Beaulieu-sous-Bressuire · Bressuire · Breuil-Chaussée · Chambroutet · Clazay · Noirlieu · Noirterre · Saint-Sauveur · Terves